# Лишна (Люблинское воеводство)
Лишна (пол. Liszna) — деревня в Бяльском повете Люблинского воеводства Польши. Входит в состав гмины Славатыче. По данным переписи 2011 года, в деревне проживало 298 человек.

## География
Деревня расположена на востоке Польши, к западу от реки Западный Буг, вблизи государственной границы с Белоруссией, на расстоянии приблизительно 41 километра к юго-востоку от города Бяла-Подляска, административного центра повета. Абсолютная высота — 149 метров над уровнем моря. Через населённый пункт проходит региональная автодорога 816.

## История
В конце XVIII века входила в состав Брестского повета Берестейского воеводства Великого княжества Литовского.
По данным на 1827 год имелся 51 двор и проживало 312 человек. Согласно «Справочной книжке Седлецкой губернии на 1875 год» деревня входила в состав гмины Заболоць Бельского уезда Седлецкой губернии.
В период с 1975 по 1998 годы деревня входила в состав Бяльскоподляского воеводства.

## Население
Демографическая структура по состоянию на 31 марта 2011 года:
|         | Всего | До трудоспособного возраста | Трудоспособного возраста | Старше трудоспособного возраста |
| ------- | ----- | --------------------------- | ------------------------ | ------------------------------- |
| Мужчины | 147   | 28                          | 93                       | 26                              |
| Женщины | 151   | 29                          | 81                       | 41                              |
| Всего   | 298   | 57                          | 174                      | 67                              |